# Hetaerina auripennis
Hetaerina auripennis – gatunek ważki z rodziny świteziankowatych (Calopterygidae). Występuje na terenie Ameryki Południowej.